# Usclas-d'Hérault
Usclas-d'Hérault é uma comuna francesa na região administrativa de Occitânia, no departamento de Hérault. Estende-se por uma área de 2,82 km². Em 2010 a comuna tinha 430 habitantes (densidade: 152,5 hab./km²).